# 4274 Karamanov
4274 Karamanov è un asteroide della fascia principale. Scoperto nel 1980, presenta un'orbita caratterizzata da un semiasse maggiore pari a 2,6900501 UA e da un'eccentricità di 0,2366319, inclinata di 7,36793° rispetto all'eclittica.